# Santa Maria (ostrov)
Santa Maria je ostrov patřící Portugalsku nacházející se v souostroví Azory v Atlantském oceánu. Svou rozlohou 97,42 km² je třetí nejmenší a zároveň nejjižnější a také nejvýchodnější obydlený ostrov Azorského souostroví, díky čemuž je zde nejteplejší podnebí. Ostrov je přezdívaný také jako Ilha Dourada (zlatý ostrov) nebo Ilha Amarela (žlutý ostrov) díky svým plážím se „zlatým“ pískem, které tvoří jakýsi protiklad s ostatními ostrovy Azorského souostroví s plážemi s tmavým sopečným pískem. Kromě pláží je ostrov známý také ideálními podmínkami pro vodní sporty, jakož i typickými tradičními domy s vysokými bílými komíny a také výrobou tradiční keramiky. Pobřeží ostrova je charakteristické svými hlubokými zátokami, z nichž většina je lemována vinicemi, či do svahů se táhnoucími malými políčky hrazenými vysokými skalními stěnami. Navzdory těmto skutečnostem patří ostrov mezi nejméně navštěvované ostrovy Azorského souostroví. Na ostrově žije přibližně 5550 obyvatel. Správním střediskem ostrova je Vila do Porto.